# Coniceromyia striativena
Coniceromyia striativena är en tvåvingeart som beskrevs av Borgmeier 1963. Coniceromyia striativena ingår i släktet Coniceromyia och familjen puckelflugor. Inga underarter finns listade i Catalogue of Life.